# Menella rigida
Menella rigida is een zachte koraalsoort uit de familie Plexauridae. De koraalsoort komt uit het geslacht Menella. Menella rigida werd in 1908 voor het eerst wetenschappelijk beschreven door Kükenthal. 